# Lutzomyia peruensis
Lutzomyia peruensis är en tvåvingeart som först beskrevs av Raymond Corbett Shannon 1929.  Lutzomyia peruensis ingår i släktet Lutzomyia och familjen fjärilsmyggor.
Artens utbredningsområde är Bolivia och Peru.
Arten är en vektor för vissa parasiter inom släktet  Leishmania som kan orsaka sjukdomen leishmaniasis..